# Congregação Cristã no Brasil
A Congregação Cristã no Brasil é uma igreja cristã de matriz pentecostal.  A denominação foi estabelecida por meio da pregação de Louis Francescon, missionário ítalo-americano, co-fundador, dentre outras, das Assembleias Cristãs na Argentina, Congregações Cristãs Pentecostais na Itália e da Assembleia de Deus na Itália.

As primeiras casas de oração foram fundadas no Paraná em Santo Antônio da Platina e em São Paulo no Bairro do Brás. Em 2021, segundo o próprio relatório anual oficial da comunidade religiosa, estima-se que a denominação esteja presente em 78 países. A Congregação Cristã no Brasil figura entre as maiores denominações evangélicas no país, com 2 289 634 membros. Em 2019, as estatísticas da denominação indicavam a existência de mais de 20 000 templos espalhados pelas cinco regiões brasileiras. Em 2010, a Congregação era a terceira maior denominação protestante no Brasil por número de membros.
A Congregação Cristã no Brasil inicialmente aderiu aos resultados da Convenção realizada em 1927, na cidade de Niagara Falls, nos Estados Unidos, durante Convenção da Igreja Cristã Italiana da América do Norte, na qual foram definidos e adotados os 12 Artigos de Fé. Em 2003, foi realizada a Convenção Internacional das Congregações Cristãs, que estabeleceu princípios comuns de gestão eclesiástica, embora sem a prevalência de uma organização nacional sobre as demais.

## História
Resultante de uma síntese entre elementos doutrinários de base protestante histórica, como os presbiterianos-valdenses e os metodistas livres, e o denominado Avivamento Pentecostal de Chicago (1907), a Congregação Cristã se apresenta inicialmente como um segmento adenominacional e categoricamente avesso ao institucionalismo eclesiástico. Seu estabelecimento no Brasil ocorreu em 1910, em dois distintos núcleos: Santo Antônio da Platina (PR) e a cidade de São Paulo, capital.

### Origens em Chicago

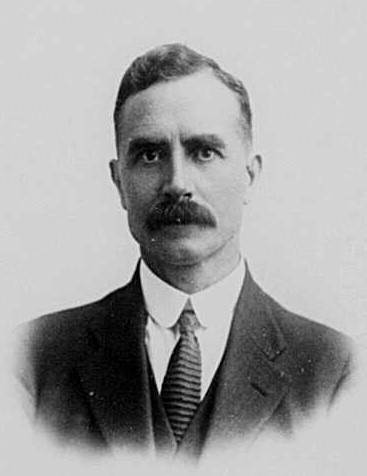
Louis Francescon, considerado o missionário fundador da Congregação Cristã no Brasil.

Em fins do século XIX, segundo relato de próprio punho, Luigi/Louis Francescon, ancião da Primeira Igreja Presbiteriana de Chicago (Prima Chiesa Presbiteriana Italiana di Chicago) adere ao batismo adulto por imersão (em oposição ao batismo por aspersão).
Submetendo-se ao referido batismo, a ele ministrado por um correligionário que uma semana antes tinha sido batizado pelos Irmãos de Plymouth, Francescon e alguns aderentes deliberam sair do sistema denominacional, rompendo com a anterior filiação presbiteriana, dando, assim, origem a uma comunidade livre que mais tarde seria chamada Assemblea Cristiana Italiana di Chicago.
Posteriormente, em 1907, vem a inteirar-se acerca de um movimento em voga em Chicago: a Missão Pentecostal sob a liderança de William Durham - 943 West North Avenue. Essa missão local consistia em uma extensão do avivamento iniciado em Los Angeles, Califórnia (Rua Azuza), no qual se relatava a experiência neotestamentária descrita como "Batismo do Espírito Santo" (cuja emblemática se pautava pelo "falar em novas línguas"). Nesse mesmo núcleo estiveram presentes o sueco Daniel Berg (Assembleia de Deus) e a canadense Aimee McPherson (Igreja do Evangelho Quadrangular). Em visita à Missão Pentecostal (após convite emitido) Francescon teria recebido, conforme suas palavras, uma confirmação de que o trabalho evangelístico ali desenvolvido dispunha do aval divino. Desse modo tanto Francescon quanto seus companheiros passam a frequentar as reuniões presididas por William Durham, sendo a sua maioria agraciada com o Batismo no Espírito Santo.
Em 15 de setembro de 1907, no entanto, regressam à Congregação sem nome situada na West Grand Avenue em Chicago. Essa data, descrita por Francescon como "inesquecível dia" e por Pietro Ottolini como "um dia de sacra memória", testemunha um avivamento local, determinando o marco inicial daquele que os historiadores viriam a chamar de "Movimento Pentecostal Italiano".

### Início no Brasil

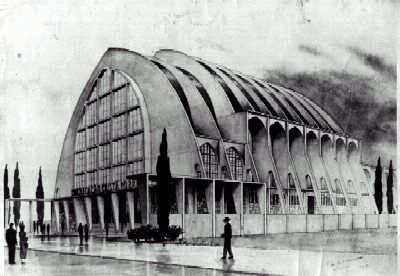
Congregação Cristã no bairro do Brás, em São Paulo na década de 1950

Em viagem de trem pela Estrada de Ferro Sorocabana, entre São Paulo e a pequena estação de Ourinhos, aberta em 1908, e Salto Grande, com destino a Santo Antonio da Platina, Louis Francescon tomou conhecimento que em Sorocaba havia um distrito por nome de Votorantim e que a colônia de imigrantes italianos era significante no vilarejo. Em Votorantim conheceu Angelo de Ciene e deixou a semente plantada, deixando com ele um hinário e uma Bíblia. Louis Francescon voltou ao Brasil em 1918, e em Votorantim já encontrou os irmãos reunidos numa casa na atual Rua Cel. Augusto Cesar Nascimento nº 38. Além do italiano Angelo de Ciene, a família Ribeiro aceitou a nova religião. Eram duas famílias que formavam o primeiro grupo de oração na vila operária. Começa a nascer em Votorantim a primeira Congregação Cristã no interior do Estado de São Paulo e a terceira no Brasil, espalhando para Sorocaba, Piedade, Salto de Pirapora e toda região circunvizinha de Votorantim.

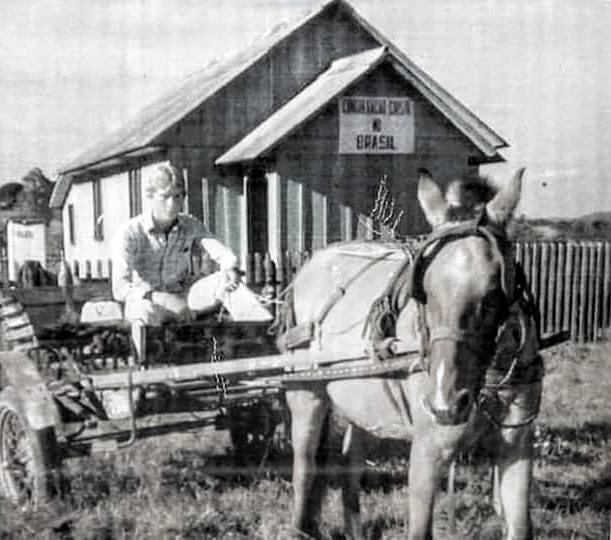
Antiga Congregação Cristã no Brasil, no bairro Cerrado, município de Tibagi, no Paraná

Por perseguição da direção da fábrica de tecidos pertencente ao grupo S.A. Indústrias Votorantim, que não permitia barulho na vila, os irmãos passam a reunir-se fora da vila, em casa do irmão Benedito Ribeiro no começo da antiga Rua Vossoroca (que futuramente doaria o terreno onde hoje é a Congregação Central de Votorantim) e depois na casa de Piero Bozzon,e do Camolezzi (pai de Ezequiel Camolezzi). Como ensinara o irmão Louis Francescon e conforme o hinário deixado, todos cantavam só em italiano. A vila era quase totalmente composta de imigrantes italianos.
A trajetória da história da Congregação Cristã na cidade de Votorantim relata; que os primeiros irmãos que iniciaram essa obra, trabalhavam na fábrica de tecidos e conheciam o José Thomaz da Costa, ou "Zé da Costa", um talentoso jogador de futebol que atuava pelo time Sport Club Savoia. E arriscaram convidá-lo a participar de um serviço de oração, Zé da Costa concordou, mas com um trato: eles ficariam sócios do clube e assistiriam a ele (Zé da Costa) jogar. Todos concordaram, ficando sócios do clube e dois deles, Benedito Ribeiro e Louis Francescon, adentraram até o vestiário dos jogadores. Ali, enquanto Zé da Costa colocava seu material esportivo no corpo, eles oravam por ele. Foi o último jogo de José Thomaz da Costa. Os irmãos e nem ele, não foram mais ao campo. José Thomaz da Costa foi ungido ancião pelo Louis Francescon em 1931.
Além de Francescon, diversos outros expoentes do pentecostalismo ítalo-americanos também atuaram como missionários no Brasil, tais como Giacomo Lombardi, Luis Terragnoli, Agostinho Lencioni, Lucia Menna e Giuseppe Petrelli]. Francescon realizaria ainda mais dez viagens ao Brasil, sendo a última em 1948.

### Desdobramentos

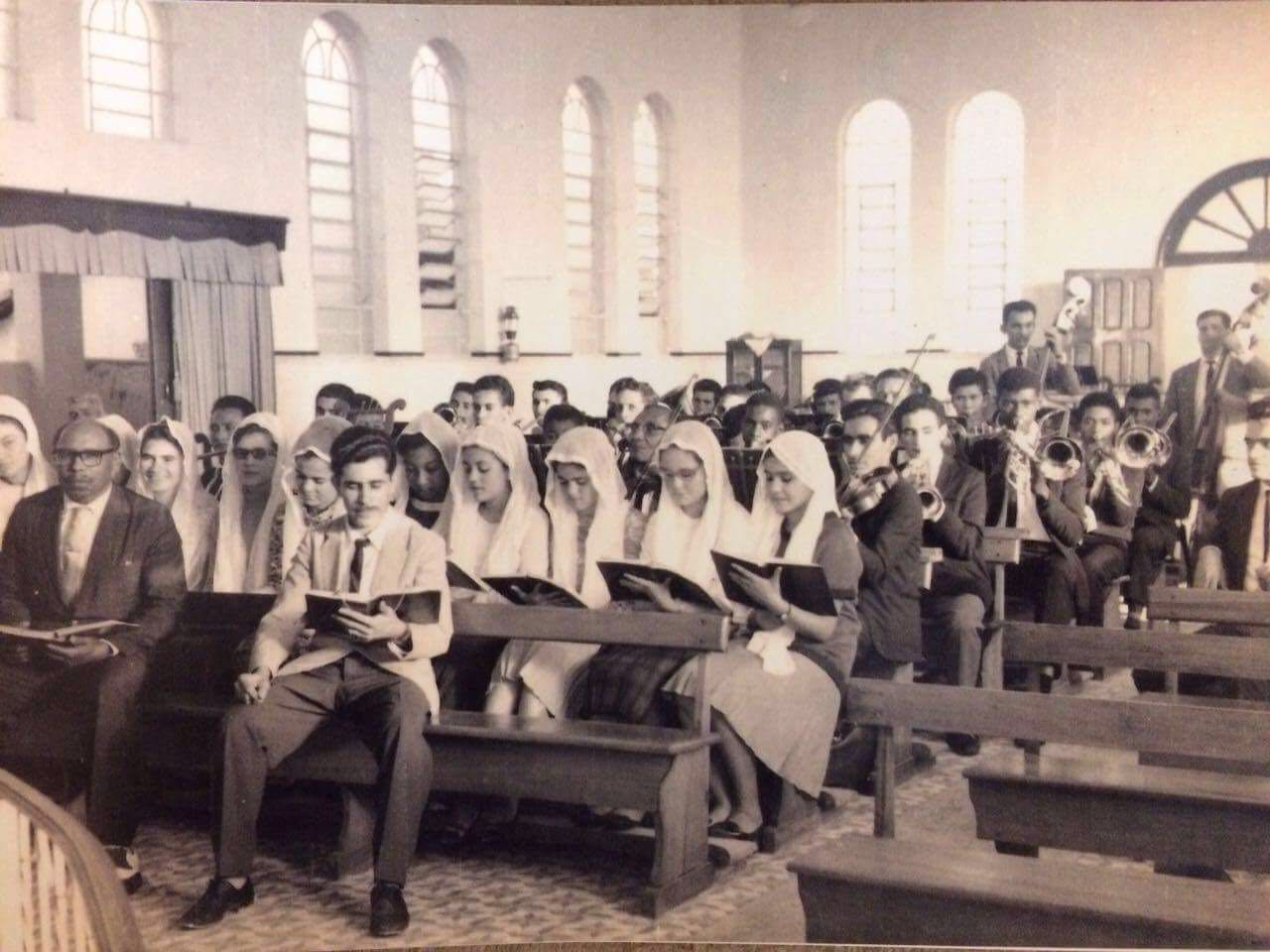
Central de Guaianases em 1950

Inicialmente sem denominação alguma, o movimento pentecostal entre os italianos era conhecido como "Igreja dos Glórias", ou com designações como Anduanza cristiana, radunanza cristiana, assemblea cristiana, congregazione cristiana ou ainda informalmente como Assamblea Cristiana Reuniti nel Nome del Signore Gesú ("Assembleia Cristã Reunidos em Nome do Senhor Jesus") ou Congregazione Cristiana.  A partir de 1922 passa a adotar o nome "Congregação Christã". Em 1928 assume personalidade jurídica com a adoção da designação Congregação Cristã do Brasil, registrada em 30 de março de 1936. Já em 1962 efetuou-se a alteração atualmente em vigor, substituindo-se a contração "do" por "no" (Congregação Cristã no Brasil).
Para fins de uniformidade e respaldo teológico-doutrinário, convocou-se em 1927, de 30 de abril a 1º de maio, na cidade de Niagara Falls, NY (Estados Unidos da América), a Convenção da Igreja Cristã Italiana da América do Norte, na qual se definiram os "12 Articoli di Fede" (12 Artigos de Fé), posteriormente adotados pelas congêneres argentinas e italianas, e pela Congregação Cristã no Brasil, sob a designação de "Pontos de Doutrina e da Fé que uma vez foi dada aos santos".
Majoritariamente italiana até a década de 1930, a Congregação Cristã veio a ampliar a sua membresia estendendo-a a outras etnias. Desde 1950 faz-se presente em todo território brasileiro e em todos os demais continentes. Em 2010, contabilizou 2 289 634 membros declarados (no Brasil), conforme o censo do Instituto Brasileiro de Geografia e Estatística. Mais da metade destes se encontram nos estados de São Paulo, Paraná e Minas Gerais. Outra grande parte se encontram nos estados da Bahia, Goiás e Pernambuco. Sendo uma igreja de bases populares, propaga-se também entre minorias, tais como comunidades indígenas e em quilombos remanescentes.
Com sede administrativa estabelecida em São Paulo, capital (Brás), a Congregação Cristã no Brasil realiza anualmente a sua Assembleia Ministerial Geral (ou Reuniões Gerais de Ensinamentos - RGE), cujas finalidades, entre outras, são: a avaliação de seu atual estado e desempenho; a elaboração de estratégias e medidas interventivas e o estreitamento dos laços de unidade e cooperação entre os integrantes do seu corpo ministerial em exercício. Tais reuniões não são abertas a membros, mas somente para membros do conselho de anciães.
O templo, que faz parte da sede administrativa localizada no Brás, é o local onde são realizados os serviços. Com 19.028 m² é o 4º maior da capital paulista.

## Doutrina
Para fins de uniformidade e respaldo teológico-doutrinário, convocou-se em 1927, na cidade de Niagara Falls, New York, nos Estados Unidos da América, a Convenção da Igreja Cristã Italiana da América do Norte, na qual se definiram os "12 Articoli di Fede" (12 Artigos de Fé), adotados pela Congregação Cristã no Brasil, sob a designação de "Pontos de Doutrina e da Fé que uma vez foi dada aos santos."
Os 12 artigos de Doutrina e Fé professados pela Congregação Cristã no Brasil, atualmente possui redação própria:
1. Crença na inteira Bíblia Sagrada, a qual é aceita como contendo a infalível Palavra de Deus, inspirada pelo Espírito Santo. A Palavra de Deus é a única e perfeita guia da fé e conduta, e a Ela nada se pode acrescentar ou d'Ela diminuir. É, também, o poder de Deus para salvação de todo aquele que crê.[42]
2. Crença que há um só Deus vivente e verdadeiro, eterno e de infinito poder, criador de todas as coisas, em cuja unidade estão: o Pai, o Filho e o Espírito Santo.[43]
3. Crença que Jesus Cristo, o Filho de Deus, é a Palavra feita carne, havendo assumido uma natureza humana no ventre de Maria virgem, possuindo Ele, por conseguinte, duas naturezas, a divina e a humana; por isso é chamado verdadeiro Deus e verdadeiro homem e é o único Salvador, pois sofreu a morte pela culpa de todos os homens.[44]
4. Crença na existência pessoal do diabo e de seus anjos, maus espíritos, que, junto a ele, serão punidos no fogo eterno.[45]
5. Crença que o novo nascimento e a regeneração só se recebem pela fé em Jesus Cristo, que pelos pecados foi entregue e ressuscitou para a sua justificação. Os que estão em Cristo Jesus são novas criaturas. Jesus Cristo, segundo a crença, foi feito por Deus sabedoria, justiça, santificação e redenção.[46]
6. Crença no batismo na água, com uma só imersão, em Nome de Jesus Cristo[47] e em Nome do Pai, e do Filho, e do Espírito Santo.[48]
7. Crença no batismo do Espírito Santo, com evidência de novas línguas, conforme o Espírito Santo concede que se fale.[49]
8. Crença na Santa Ceia. Jesus Cristo, na noite em que foi traído, tomando o pão e havendo dado graças, partiu-o e deu-o aos discípulos, dizendo: "Isso é o meu corpo, que por vós é dado; fazei isto em memória de mim". Semelhantemente tomou o cálice, depois da ceia, dizendo: "Este cálice é o Novo Testamento no meu sangue, que é derramado por vós".[50]
9. Crença na necessidade de se abster das coisas sacrificadas aos ídolos, do sangue, da carne sufocada e da fornicação, conforme mostrou o Espírito Santo na Assembleia de Jerusalém.[51]
10. Crença que Jesus Cristo tomou sobre si as nossas enfermidades. "Está alguém entre vós doente? Chame os presbíteros da Igreja, e orem sobre ele, ungindo-o com azeite em nome do Senhor; e a oração da fé salvará o doente, e o Senhor o levantará; e, se houver cometido pecados, ser-lhe-ão perdoados".[52]
11. Crença que o mesmo Senhor (antes do milênio) descerá do céu com alarido, com voz de arcanjo e com a trombeta de Deus; e os que morreram em Cristo ressuscitarão primeiro. Depois, os que ficarem vivos, serão arrebatados juntamente com eles nas nuvens, a encontrar nos ares e assim estarão sempre com o Senhor.[53]
12. Crença que haverá a ressurreição corporal dos mortos, justos e injustos. Estes irão para o tormento eterno, mas os justos para a vida eterna.[54]

## Práticas

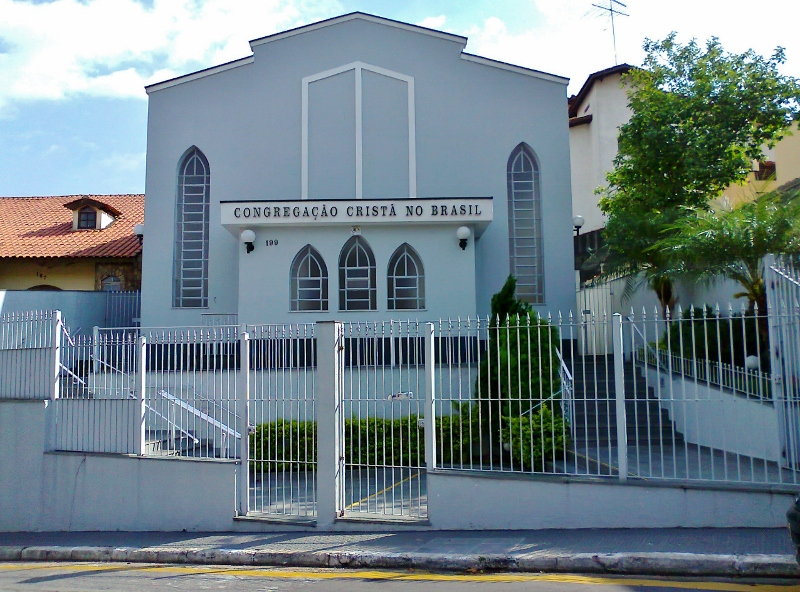
Existe uma padronização arquitetônica e de cor dos templos para fácil identificação dos seus membros

Conforme expresso nas seções subsequentes, a Congregação Cristã distingue-se do protestantismo convencional ou mesmo do pentecostalismo clássico sob diversos aspectos. Dentre eles, destacam-se o seu caráter declaradamente apolítico, nenhum dos que exercem cargos recebem salários, nem mesmo os ministrantes, existe um importante trabalho de ajuda para famílias de membros que estejam em extrema dificuldade financeira, sua defesa do sacerdócio universal, sua oposição ao dízimo e a outras práticas vétero-testamentárias e a espontaneidade nos cultos.

### Liturgia
Em seus cultos, a Congregação Cristã combina uma ordem pré-estabelecida com atividades espontâneas. Os membros da Congregação Cristã acreditam na espontaneidade e em uma contínua predisposição à inspiração do Espírito Santo como o condutor de toda e qualquer ação referentes ao serviço de culto, incluindo-se a leitura e explanação do texto bíblico. Prioriza-se ainda a participação coletiva em detrimento de manifestações individualizantes, a exemplo do canto congregacional, em uníssono. Normalmente, facultam-se até três orações sucessivas no serviço de culto.
Instrução Infanto-juvenilReuniões para Jovens e Menores
A partir de 1936 e por determinação foram implantadas em território brasileiro as denominadas "Reuniões para Jovens e Menores" (inicialmente chamadas "Escolas Dominicais") cujo modelo já em prática nas congregações norte americanas tinha por escopo a instrução e a formação infanto-juvenil. Relatórios da época declaram que tal iniciativa foi "proveitosa e abençoada". Seu conteúdo consistia basicamente em orações, cânticos e no exame supervisionado das Escrituras. Em conformidade com a milenar tradição valdense, crianças e jovens já alfabetizados procediam ao recitativo de versículos e fragmentos bíblicos memorizados de antemão individualmente ou em jogral. A presidência das Reuniões para Jovens e Menores bem como a leitura dos textos sagrados e sua prédica eram franqueados a auxiliares de ambos sexos. Assim sucedeu, por exemplo, para com Rosina Balzano Francescon (esposa de Louis Francescon) em atuação por mais meio século junto ao núcleo inicial da Assemblea Cristiana di Chicago. Atualmente, as Reuniões para Jovens e Menores transcorrem de forma correlata aos serviços regulares de culto, mantendo-se, todavia, os recitativos bíblicos e a solene oração do Pai Nosso.

### Aspectos organizacionais-eclesiásticos

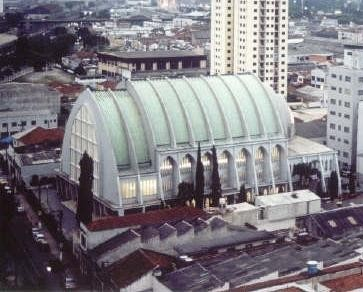
Sede Administrativa da Congregação Cristã no Brasil, no bairro do Brás, em São Paulo, que possui capacidade de abrigar 6 675 fiéis sentados. A construção foi iniciada em 1948 e a abertura se deu em 1954, no ano do quarto centenário da cidade. Engenheiro Arquiteto: Dr. Igor Sresnewsky. Além da Casa de Oração, nela está o prédio de administração e outro salão com capacidade para 2 000 pessoas sentadas, que é utilizado para reuniões dos anciães. Geralmente, todas centrais da CCB contém estes anexos, com dormitórios, cozinhas industriais, farmácias, enfermarias, etc.

As atividades desenvolvidas pela Congregação Cristã encontram-se sob um corpo ministerial devidamente organizado, cujas atribuições não preveem quaisquer rendimentos ou honorários de natureza salarial, distribuído segundo as necessidades locais e composto por anciãos e diáconos, que são assistidos por cooperadores do ofício ministerial.
Somente os anciãos e diáconos são ministros ordenados uma vez que o corpo de cooperadores constitui uma classe ou ordem de extensão representativa e adjunta ao presbitério.
Não havendo em seu seio a titularidade de pastor, de padre ou qualquer outra que indique liderança, porém os cargos ministeriais são sub divididos entre Ancião, Diácono, Cooperadores do ofício ministerial, Cooperadores de jovens e Menores, Administradores, Músicos, Auxiliares de jovens e Porteiros mantidos por hierarquia de cargos. Já as mulheres são sub divididas em menor quantidade de cargos ministeriais entre Irmãs da Obra da Piedade e Organistas, Auxilares de Jovens e Irmãs Auxiliares da Porta.
A Congregação Cristã normalmente não possui um registro formal ou um controle das flutuações estatísticas de sua membresia, enfatizando-se o vínculo espiritual e particular entre o fiel e Deus. Abstêm-se do dízimo ou valores contributivos estipulados como uma observância restrita ao Antigo Pacto (Velho Testamento), sendo as suas coletas e ofertas respaldadas pela voluntariedade e anonimato.
Modelo organizacional
A organização eclesiástica da Congregação Cristã no Brasil é uma forma adaptada do governo presbiterianoː um grupo de igrejas locais são reunidas em uma "região administrativa", normalmente correspondente a um município nos estados onde a igreja é maior e vários municípios onde a Congregação é menor, presidida por um conselho de anciãos e um corpo administrativo. As regiões administrativas são agrupadas em "regionais", que por sua vez se concentram nas "assembleias estaduais". A instância é a "Assembleia Geral" que ocorre na congregação do Brás anualmente sempre no mês de abril.
Propostas, medidas ou quaisquer alterações organizacional-doutrinário é analisado pelo Conselho de Anciães, sendo apresentadas na Reunião Geral de Ensinamentos, de caráter anual.
- Anciães - são responsáveis pelo atendimento da "Obra", realização de batismos, santas ceias, ordenação de novos obreiros (anciãos e diáconos), apresentação de "Cooperadores do Ofício Ministerial, Encarregados de Orquestras e Cooperadores de Jovens e Menores", atendimento das Reuniões para Mocidade, encarregado de conferir ensinamentos à igreja, cuidar dos interesses espirituais e do bem-estar da igreja, entre outras funções. É obrigatório ser batizado no Espírito Santo possuindo por conseguinte a capacidade de falar em outras línguas. Os anciãos são eleitos pelo Conselho de Anciãos, e ordenados por um dos anciãos mais antigos no ministério. A escolha é por aclamação durante o momento de oração desse conselho, de forma colegiada por consenso tido como aprovado pelo Espírito Santo.[67] De acordo com o Relatório nº 83 Edição 2019/2020, somente no Brasil havia 4 326 anciães.[3]
- Diácono - responsável pelo atendimento assistencial e material à igreja. É obrigatório ser batizado no Espírito Santo possuindo por conseguinte a capacidade de falar em outras línguas. O diácono é auxiliado por irmãs obreiras chamadas de "Irmãs da Obra da Piedade" (diaconisas). De acordo com o Relatório nº 83 Edição 2019/2020, somente no Brasil havia 6 067 diáconos.
- Cooperador do Ofício Ministerial - responsável pela cooperação nos ensinamentos e presidência dos cultos oficiais bem como pelas Reuniões de Jovens e Menores caso não haja um Cooperador de Jovens e Menores em sua localidade. De acordo com o Relatório nº 83 Edição 2019/2020, somente no Brasil havia 19 973 Cooperadores do Ofício Ministerial.
- Cooperador de Jovens e Menores - responsável por atender as Reuniões de Jovens e Menores de sua comum congregação. De acordo com o Relatório nº 83 Edição 2019/2020, somente no Brasil havia 11 310 Cooperadores de Jovens e Menores.
- Irmã da Obra da Piedade - cargo semelhante ao de "diaconisa", sendo responsável pelo atendimento assistencial da irmandade, auxiliando o irmão diácono.
- Auxiliar de Jovens e Menores - são jovens, homens ou mulheres solteiros, designados para preparar e organizar os recitativos (passagens bíblicas recitadas em jogral ou individualmente) em determinado momento do culto. Cuidam, ainda, da ordem e da organização durante a reunião de jovens e menores, auxiliando, sempre que necessário, ao cooperador de jovens e menores.
- Administração - Segundo seu estatuto é constituída por Presidente, Tesoureiro, Secretário, seus respectivos vices e um Conselho Fiscal, bem como voluntários. Os administradores são eleitos pelos anciãos a cada três anos e o Conselho Fiscal anualmente, e confirmados durante a Assembleia Geral Ordinária. É permitida a recondução ao cargo. Ainda que o estatuto não proíba, não há mulheres ocupando cargos administrativos estatutários.

Conselho de Anciães

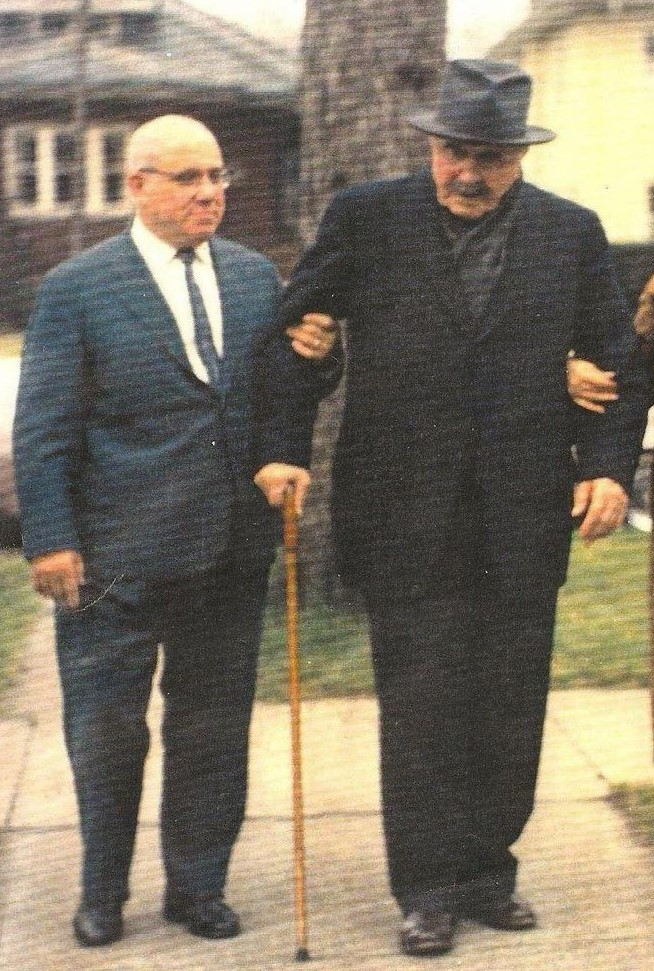
Miguel Spina ao lado de Louis Francescon em Chicago no ano de 1963. Miguel Spina foi o ancião que mais tempo ficou a frente do conselho, sendo um dos principais responsáveis por diversas padronizações litúrgicas e importantes viagens missionárias

O Conselho de Anciães é formado pelos anciães mais antigos do Brasil e do mundo, ou seja, os que possuem maior tempo de ordenação, além de estarem em condições físicas e mentais compatíveis com o seu exercício do ministério. Os anciães mais antigos atendem às reuniões estaduais, nacionais ou internacionais das congregações. Estas reuniões têm por objetivo tratar de assuntos de interesse das congregações, como ordenações de novos obreiros, entre outros. O ministério só termina caso haja incapacidade física ou mental. Este conselho é presidido desde 1932 por um ancião responsável pelo atendimento das assembleias gerais.
Orquestra
Até 1932 a Congregação Cristã no Brasil não possuía orquestra. Em algumas casas de oração havia o órgão para o auxílio dos hinos, até que o fundador Louis Francescon convocou uma reunião a fim de inserir a orquestra na igreja para auxiliar a irmandade no canto. Ela provê aos fiéis homens escolas musicais gratuitas e ensaios musicais em suas dependências. Possui a maior corporação de orquestra litúrgica do mundo, com mais de 500 mil músicos e centenas de aprendizes, todos do sexo masculino, já que a inclusão de mulheres elevaria extremamente o número de músicos, já alto, porém está medida pode ser adiada no futuro com uma decisão do conselho de anciões.
São permitidos os seguintes instrumentos na composição atual da orquestra: Violino, Viola Clássica, Violoncelo, Flauta Transversal, Oboé, Oboé d'Amore, Corne Inglês, Fagote, Clarinete, Clarinete Alto, Clarinete Baixo, Saxofone Soprano, Saxofone Alto, Saxofone Tenor, Saxofone Barítono, Trompete, Cornet, Flugelhorn, Trompa, Trombone de pisto, Trombonito, Eufônio,Tuba e Órgão.

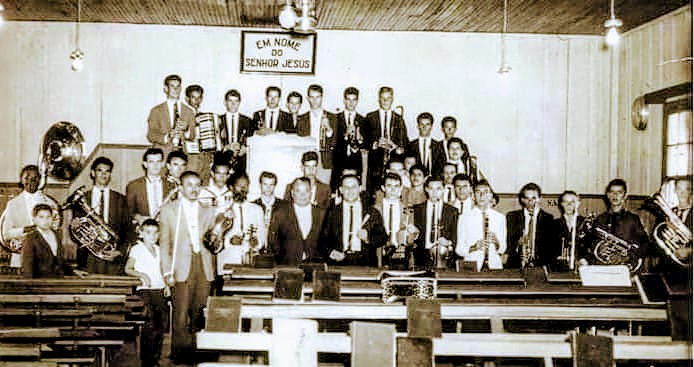
Músicos da Congregação Cristã no Brasil, em Telêmaco Borba, no Paraná, na década de 1950

Suas orquestras possuem os seguintes cargos.
- Encarregado de Orquestra (local e regional) - É o maestro da Orquestra. Designado para manter o bom andamento musical nos cultos, coordenar o ensino musical aos interessados e presidir os ensaios musicais (locais e regionais, respectivamente).
- Colaboradores e colaboradoras do ensino da música (ou instrutor) - É um músico ou organista, que, com conhecimento musical adequado (oficializado) é disponibilizado para auxiliar o encarregado local. Responsável pelo ensino musical de cada igreja, também está apto a substituir o encarregado quando o mesmo está impossibilitado de exercer suas funções (seja por viagem, doença etc). Cada congregação possui quantos instrutores considerar conveniente, sem limite de quantidade.
- Examinadora - são organistas mulheres, oficializadas, designadas para avaliar outras organistas aprendizes no processo de oficialização.
- Músico - membro homem habilitado a tocar nos cultos e demais serviços. O sistema de ensino musical da Congregação é gratuito. Qualquer homem que frequente a igreja pode ingressar nos Grupos de Estudo Musical (GEM), em geral semanais, que visam habilitar o aluno a praticar o instrumento desejado. Para ingressar na orquestra (ensaios musicais e cultos de jovens e menores), é necessário estar em um grau avançado de habilidade no instrumento escolhido, no entanto, para tocar em cultos oficiais, batismos ou em reuniões de mocidade é necessário que o aprendiz seja batizado pela congregação. O músico é vinculado a um tipo de instrumento específico; se desejar trocar, deve consultar seu encarregado local, que leva o pedido à reunião ministerial da localidade para aprovação. Quase todo templo da Congregação no Brasil possui um órgão no qual tocam somente mulheres. Mulheres não podem tocar outros instrumento além do órgão e nem sempre podem participar dos cursos de música oferecidos gratuitamente nas igrejas, depende no entanto da região e da quantidade de organistas existente nesta região.[70] Entretanto, nas Congregações Cristãs no exterior, as irmãs musicistas fazem parte da orquestra e recebem aulas gratuitas na igreja (com exceção da França, Inglaterra e Paraguai, que seguem o sistema do Brasil).[70] O músico e a organista são os únicos que levam o ministério consigo, em caso de mudança. Os demais ministérios pertencem à localidade de residência do ministro.
- Organista - membro normalmente feminino habilitado a tocar o órgão nos cultos e nos demais serviços. O sistema de ensino é praticamente o mesmo aplicado aos músicos, com exceção ao fato que aulas de órgão nem sempre são providenciadas na igreja gratuitamente. As candidatas geralmente adotam o ensino privado, e normalmente é necessário um tempo maior de estudo e prática. As irmãs organistas tocam num sistema de rodízio, ou seja, uma organista a cada culto. No exterior, irmãos também são livres para tocar o órgão se assim escolherem.[70]

#### Departamento da Música
Na Congregação Cristã no Brasil, o Departamento Musical é o setor responsável em administrar os assuntos referentes a música em cada região, observando sempre as orientações vindas da administração regional. Fazem parte do departamento o irmão ancião, o encarregado regional e o secretário da música.
Nos dias de "teste e exames", onde os candidatos matriculado nos Grupos de Ensino Musical (GEM) passam por avaliação do encarregado regional para serem aprovados para tocar nos santos serviços de culto, é de responsabilidade do Departamento Musical administrar e auditar os exames, auxiliando o encarregado regional.
Hinário
Os cultos da Congregação Cristã no Brasil são acompanhados de hinos de um hinário intitulado "Hinos de Louvores e Súplicas a Deus". Este hinário contém centenas de hinos cristãos compostos entre os séculos XVI e XXI, presentes em outros hinários evangélicos, porém em diferentes versões. Possui letras e melodias de autores brasileiros, norte-americanos, britânicos, alemães, italianos e de diversas outras nacionalidades.
São 480 hinos e entre eles há especiais para batismos, santas ceias, funerais, "Reuniões de Jovens e Menores", busca de dons, oração, abertura do culto, Palavra, encerramento do culto e seis coros.
Os hinários com notação musical contém as claves de Sol e Fá,(Clave de Dó somente para instrumentos de Corda) e estão escritos para instrumentos afinados em Dó, Fá, Mi bemol e Si bemol, além do hinário de Cordas.
O livro originariamente se chamava Libro di Inni e Salmi Spirituali, posteriormente Nuovo Libro di Inni e Salmi Spirituali e Novo Livro de Hymnos e Psalmos Espirituais. No dia 17 de março de 2013 começou, em todo o Brasil, a utilização do Hinário n°5 com trinta novos hinos. O Hinário foi traduzido em 14 idiomas diferentes (incluindo Braille, feito pela Fundação Dorina Nowill). A Congregação Cristã não produz gravações de seus hinos, nem mesmo as autoriza.

## Sociologia e hábitos
Sacralidade do Tempo e do Espaço

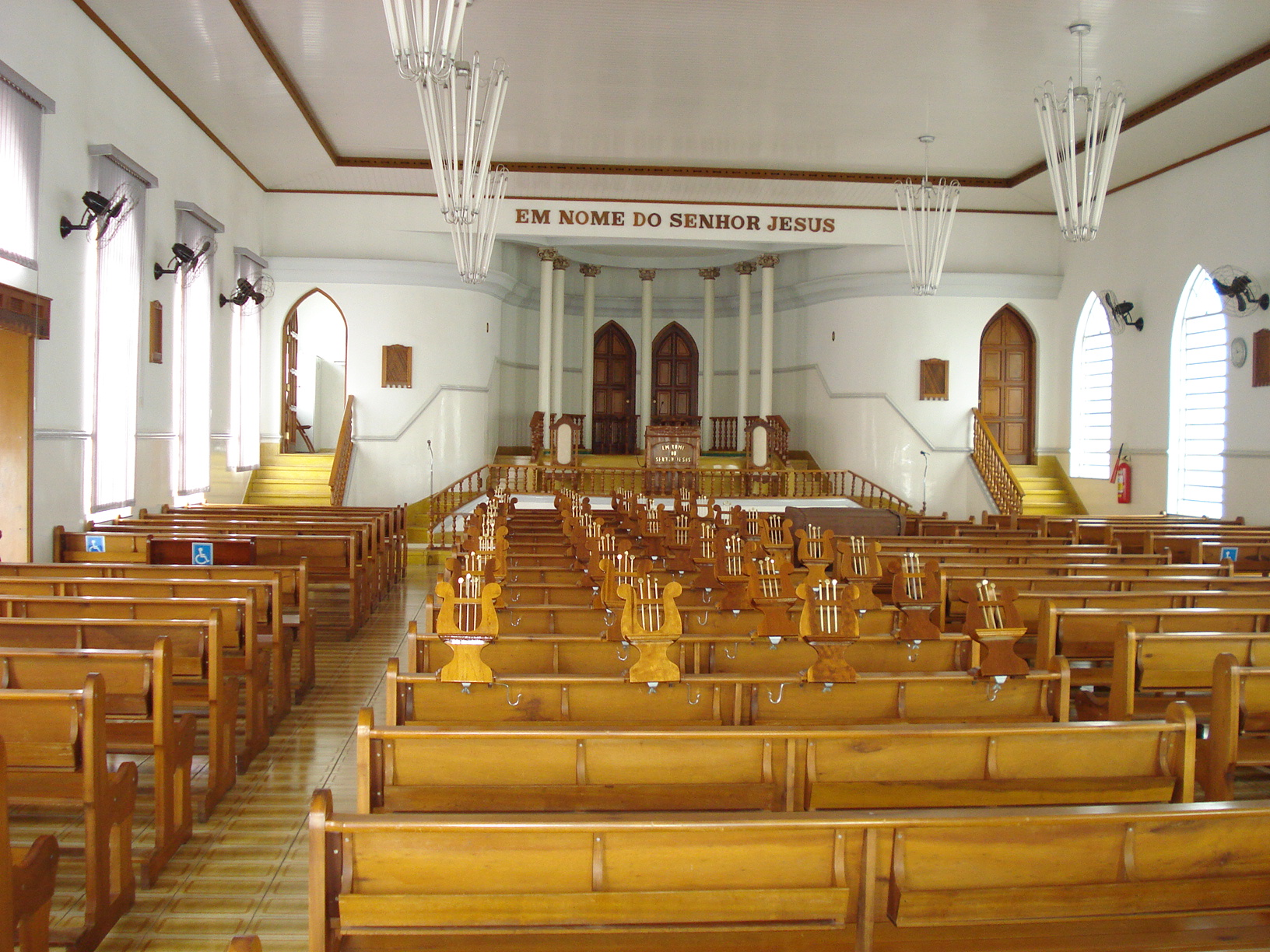
Interior de uma Congregação na Central em Catanduva. Ao fundo, logo atrás do púlpito, está o tanque batismal onde são realizados os serviços de batismo

A Congregação Cristã no Brasil não possui calendário litúrgico e o conselho de anciães orienta os fiéis a não participarem de festividades nem de comemorações religiosas, mesmo que sejam comemorações popularmente cristãs como o Natal e a Páscoa. A denominação não apregoa a guarda de um dia específico como sagrado, nem domingo nem o sábado, pois não é o dia que deve ser guardado, mas sim, o coração do fiel e isso deve ser todo o tempo não um único dia. Quanto ao espaço, há um sentimento de sacralidade em relação às suas casas de orações.
Questão de Gênero
As mulheres na Congregação Cristã no Brasil não podem ocupar ministérios eclesiásticos. A participação feminina no culto resume-se a pedir hinos, apresentar testemunhos pessoais e orar, e os cargos ocupados por elas são os de organista, examinadora de música, obra da piedade, limpeza, cozinha, costura, auxiliar de jovens e atendente (ou auxiliar) das portas. Além disso, mulheres são as responsáveis pelo ensino bíblico nas recentes implementadas escolas bíblicas da Congregação Cristã, que ocorrem simultaneamente com o culto oficial e são destinadas à crianças menores de 12 anos. As auxiliares dos diáconos, chamadas de "irmãs da obra da piedade" possuem limitada participação na escolha das famílias necessitadas e nas entregas de mantimentos, devendo auxiliar os diáconos nos serviços de caridade e no atendimento dos necessitados.
Até os anos 1970 era permitido às mulheres ensinar e dirigir as Escolas Dominicais (hoje chamadas de Reunião de Jovens e Menores). Apesar do estatuto não proibir, não há mulheres em cargos administrativos de presidente, secretária, tesoureira ou conselheira fiscal. No passado e fora do Brasil, houve diaconisas ordenadas e com mesmas funções de diáconos homens: Lucia Menna que esteve no Brasil nos anos 1920 e Rosina Francescon em 1948, a qual também era diretora de Escola Dominical na Congregação Cristã em Chicago.
Política
A Congregação Cristã no Brasil é uma igreja inteiramente apartidária, que prega a total separação entre Estado e religião e proíbe o uso de pregações ou comunicados feitos desde os seus púlpitos para beneficiar facções, partidos ou candidatos políticos. Assim, não mantém ligação nem se manifesta de forma alguma em relação a causas ou partidos políticos, candidatos a cargos públicos, ou qualquer outra instituição ou organização, governamental ou não. Seus membros são orientados a não votar em candidatos que neguem a existência de Deus e que sejam contrários à sua moral.
Para assumir algum cargo político, qualquer membro de seu corpo ministerial deverá renunciar ao seu cargo ministerial.
Mídia
A Congregação Cristã no Brasil não utiliza meios de comunicação como rádio, televisão, imprensa escrita, ou qualquer outro tipo de propagação da sua doutrina que não seja o frequentar quaisquer de suas igrejas pelos interessados em conhecê-la e o evangelismo pessoal. Entretanto, desde o começo dos anos 2000 há a prática de utilizar recursos da internet para transmitir seus cultos. Antes esses serviços eram transmitido para um público selecionado, normalmente residentes fora do Brasil, mas com a Pandemia do COVID-2019, iniciou-se a transmissão online de diversas partes do mundo, notavelmente da congregação central do Brás.

## Demografia e Estatísticas

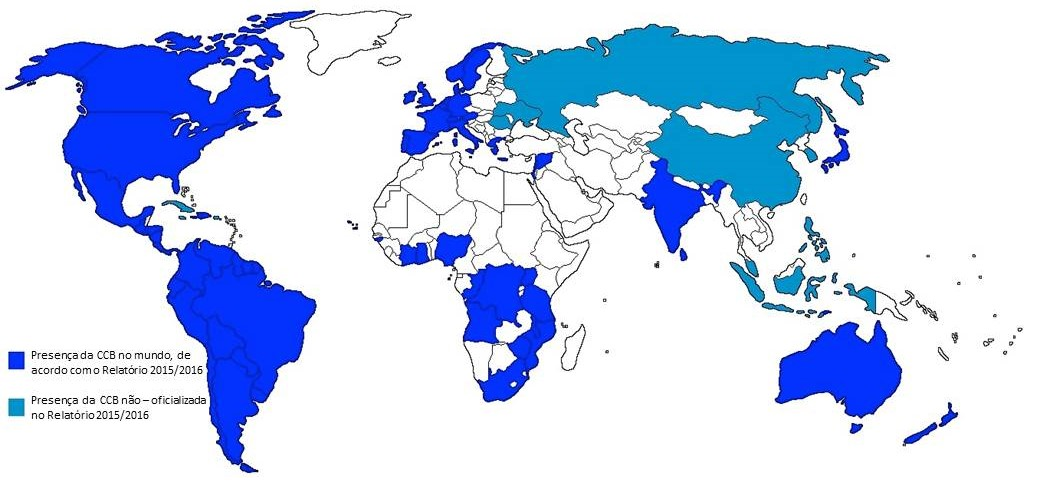
Presença da Congregação Cristã no mundo, de acordo com o Relatório 2015/2016

### No Brasil
Por motivos doutrinários a Congregação Cristã no Brasil não compila dados sobre membresia.[carece de fontes?]  Assim, a estimativa de aderentes é feita com base no Censo do IBGE.
| Ano  | Membros relatados pelo IBGE |
| ---- | --------------------------- |
| 1990 | 1 635 984                   |
| 2000 | 2 489 113                   |
| 2010 | 2 289 634                   |

A Congregação Cristã figura como 2ª maior denominação evangélica no Brasil, com 2,3 milhões de membros, ficando atrás apenas das Assembleias de Deus no Brasil, segundo o Censo do IBGE em 2010 e batizando em média cerca de 100 mil membros por ano segundo os relatório da própria denominação Está presente em todo o território nacional, em todas as regiões brasileiras, incluindo as 27 unidades da federação. No Brasil a denominação apresenta ainda o maior número de localidades de culto religioso - 21 282 (2023). Essas localidades (igrejas) estão organizadas em 893 administrações formalmente constituídas e 142 regionais administrativas. As administrações se reúnem para tratar de questões administrativas, orientações, aplicação das leis e melhor gestão. No Relatório 2023 (um anuário e relação de endereços da Congregação Cristã no Brasil) aparecem a seguinte quantidade de casas de orações:
| Estado              | Capital | Grande Capital | Interior | Total de Casas de Orações |
| ------------------- | ------- | -------------- | -------- | ------------------------- |
| Acre                | 37      | -              | 130      | 167                       |
| Alagoas             | 47      | 20             | 215      | 282                       |
| Amapá               | 35      | -              | 39       | 74                        |
| Amazonas            | 39      | 37             | 95       | 171                       |
| Bahia               | 98      | 142            | 2.042    | 2.282                     |
| Ceará               | 34      | 65             | 469      | 568                       |
| Distrito Federal    | 119     | -              | -        | 119                       |
| Espírito Santo      | 9       | 73             | 144      | 226                       |
| Goiás               | 109     | 132            | 731      | 972                       |
| Maranhão            | 24      | 11             | 350      | 385                       |
| Mato Grosso         | 45      | 42             | 569      | 656                       |
| Mato Grosso do Sul  | 71      | -              | 397      | 468                       |
| Minas Gerais        | 55      | 206            | 2.837    | 3.098                     |
| Pará                | 16      | 18             | 573      | 607                       |
| Paraíba             | 13      | 15             | 182      | 210                       |
| Paraná              | 90      | 359            | 1.439    | 1.888                     |
| Pernambuco          | 19      | 53             | 553      | 625                       |
| Piauí               | 46      | -              | 304      | 350                       |
| Rio de Janeiro      | 137     | 167            | 338      | 642                       |
| Rio Grande do Norte | 15      | 33             | 110      | 158                       |
| Rio Grande do Sul   | 13      | 71             | 238      | 322                       |
| Rondônia            | 43      | 50             | 530      | 623                       |
| Roraima             | 23      | -              | 49       | 72                        |
| Santa Catarina      | 17      | 29             | 463      | 509                       |
| São Paulo           | 477     | 1.046          | 3.803    | 5.326                     |
| Sergipe             | 17      | 21             | 153      | 191                       |
| Tocantins           | 25      | 62             | 204      | 291                       |
| Total Geral         | 1.673   | 2.652          | 16.957   | 21.282                    |

### A Congregação Cristã em outros países
Está presente em 82 países, percebendo-se uma maior presença dessa igreja na América do Sul e na África.
Diversos membros missionários foram responsáveis por levar a Congregação Cristã em muitos países. Em sua primeira fase missionária, destacam-se, Louis Francescon e Rosina Balzano, Giacomo Lombardi, Giuseppe Beretta, Pietro Ottolini, Lucia de Francesco Menna, Umberto Gazzari, Michele Palma e Massimiliano Tosetto. Em fases posteriores destacam-se Domingos de Sá, Joaquim Alves, Miguel Spina, Victorio Angare, Floravante Cortez, José Francisco Nogueira, Antônio Pereira.
Em abril de 2003, foi celebrada a Convenção Internacional das Congregações Cristãs, estabelecendo princípios comuns de gestão eclesiástica; no entanto, sem haver organização nacional prevalecente uma sobre a outra.
No Relatório 2020/2021 (um anuário e relação de endereços da Congregação Cristã no Brasil) aparece casas de orações nos seguintes países:
| Continente       | País                            | Nomenclatura da Casa de Oração no País                                    | Número de Casas de Oração |
| ---------------- | ------------------------------- | ------------------------------------------------------------------------- | ------------------------- |
| África           | África do Sul                   | Christian Congregation in South Africa                                    | 2                         |
| África           | Angola                          | Congregação Cristã em Angola                                              | 33                        |
| África           | Botsuana                        | Christian Congregation in Botswana                                        | 2                         |
| África           | Cabo Verde                      | Congregação Cristã em Cabo Verde                                          | 2                         |
| África           | Costa do Marfim                 | Congregation Chrétienne en Côte d'Ivoire                                  | 1                         |
| África           | Gana                            | Christian Congregation in Ghana                                           | 3                         |
| África           | Guiné-Bissau                    | Congregação Cristã na Guiné-Bissau                                        | 4                         |
| África           | Malawi                          | Christian Congregation in Malawi                                          | 3                         |
| África           | Moçambique                      | Congregação Cristã em Moçambique                                          | 562                       |
| África           | Nigéria                         | Christian Congregation in Nigeria                                         | 2                         |
| África           | Quênia                          | Christian Congregation in Kenya                                           | 10                        |
| África           | República Democrática do Congo  | Congregation Chrétienne en République Démocratique du Congo               | 10                        |
| África           | República do Congo              | Congregation Chrétienne en République du Congo                            | 10                        |
| África           | Ruanda                          | Christian Congregation in Rwanda                                          | 1                         |
| África           | São Tomé e Príncipe             | Congregação Cristã em São Tomé e Príncipe                                 | 10                        |
| África           | Tanzânia                        | Christian Congregation in Tanzania                                        | 14                        |
| África           | Uganda                          | Christian Congregation in Uganda                                          | 28                        |
| África           | Zâmbia                          | Christian Congregation in Zambia                                          | 8                         |
| África           | Zimbabwe                        | Christian Congregation in Zimbabwe                                        | 4                         |
| América Central  | Costa Rica                      | Congregación Cristiana en Costa Rica                                      | 5                         |
| América Central  | Cuba                            | Congregación Cristiana en Cuba                                            | 1                         |
| América Central  | El Salvador                     | Congregación Cristiana en El Salvador                                     | 3                         |
| América Central  | Guatemala                       | Congregación Cristiana en Guatemala                                       | 3                         |
| América Central  | Haiti                           | Congregation Chrétienne en Haiti                                          | 3                         |
| América Central  | Honduras                        | Congregación Cristiana en Honduras                                        | 5                         |
| América Central  | Nicarágua                       | Congregación Cristiana en Nicaragua                                       | 3                         |
| América Central  | Panamá                          | Congregación Cristiana en Panama                                          | 2                         |
| América Central  | República Dominicana            | Congregación Cristiana en la República Dominicana                         | 6                         |
| América do Norte | Canadá                          | Christian Congregation in Canada                                          | 14                        |
| América do Norte | Estados Unidos                  | Christian Congregation in the United States                               | 66                        |
| América do Norte | México                          | Congregación Cristiana en México                                          | 8                         |
| América do Sul   | Argentina                       | Congregación Cristiana en la Argentina                                    | 94                        |
| América do Sul   | Bolívia                         | Congregación Cristiana en Bolivia                                         | 83                        |
| América do Sul   | Brasil                          | Congregação Cristã no Brasil                                              | 21 282                    |
| América do Sul   | Chile                           | Congregación Cristiana en Chile                                           | 46                        |
| América do Sul   | Colômbia                        | Congregación Cristiana en Colombia                                        | 7                         |
| América do Sul   | Equador                         | Congregación Cristiana Apostólica en el Ecuador                           | 14                        |
| América do Sul   | República Cooperativa da Guiana | Christian Congregation in Guyana                                          | 3                         |
| América do Sul   | Guiana Francesa                 | Congregation Chrétienne en Guyane Française                               | 1                         |
| América do Sul   | Paraguai                        | Congregación Cristiana en el Paraguay                                     | 240                       |
| América do Sul   | Peru                            | Congregación Cristiana en el Peru                                         | 28                        |
| América do Sul   | Suriname                        | Christelijke Gemeente in Suriname                                         | 4                         |
| América do Sul   | Uruguai                         | Congregación Cristiana en el Uruguay                                      | 24                        |
| América do Sul   | Venezuela                       | Congregación Cristiana en Venezuela                                       | 58                        |
| Ásia             | Índia                           | भारत में ईसाई मण्डली                                                            | 30                        |
| Ásia             | Israel                          | التجمع المسيحي في اسرائيل                                                 | 2                         |
| Ásia             | Japão                           | 日本 クリスチャン コングレゲーション Christian Congregation in Japan      | 26                        |
| Ásia             | Líbano                          | التجمع المسيحي في لُبْنَان                                                   | 1                         |
| Ásia             | Síria                           | التجمع المسيحي في سوريا                                                   | 8                         |
| Ásia             | Sri Lanka                       | Christian Congregation in Sri Lanka                                       | 2                         |
| Ásia             | Timor-Leste                     | Congregação Cristã no Timor-Leste                                         | 1                         |
| Europa           | Alemanha                        | Christliche Kongregation in Deutschland                                   | 11                        |
| Europa           | Austria                         | Christliche Kongregation in Österreich                                    | 3                         |
| Europa           | Bélgica                         | Congregation Chrétienne en Belgique                                       | 4                         |
| Europa           | Dinamarca                       | Kristne Menighed i Danmark                                                | 1                         |
| Europa           | Escócia                         | Christian Congregation in Scotland                                        | 2                         |
| Europa           | Espanha                         | Congregación Cristiana en España                                          | 64                        |
| Europa           | França                          | Congregation Chrétienne en France                                         | 20                        |
| Europa           | Grécia                          | Χριστιανική Ʃύναξη στην Ελλάδα (Assembleia Cristã na Grécia)              | 2                         |
| Europa           | Holanda                         | Christelijke Gemeente in Nederland                                        | 6                         |
| Europa           | Inglaterra                      | Christian Congregation in the United Kingdom                              | 19                        |
| Europa           | Irlanda                         | Christian Congregation in Ireland                                         | 5                         |
| Europa           | Irlanda do Norte                | Christian Congregation in Northern Ireland                                | 1                         |
| Europa           | Itália                          | Congregazionne Cristiana in Italia                                        | 34                        |
| Europa           | Luxemburgo                      | Congregation Chrétienne en Luxembourg                                     | 1                         |
| Europa           | Noruega                         | Kristne Menighet i Norge                                                  | 1                         |
| Europa           | Portugal                        | Congregação Cristã em Portugal                                            | 155                       |
| Europa           | Romênia                         | Congregatia Crestinã în România                                           | 1                         |
| Europa           | Suécia                          | Kristna Församlingen i Sverige                                            | 2                         |
| Europa           | Suíça                           | Congregation Chrétienne en Suisse Christliche Kongregation in der Schweiz | 7                         |
| Oceania          | Austrália                       | Congregation of Christians in Australia                                   | 8                         |
| Oceania          | Fiji                            | Christian Congregation in Fiji                                            | 2                         |
| Oceania          | Kiribati                        | Christian congregation in Kiribati                                        | 1                         |
| Oceania          | Nova Zelândia                   | Christian Congregation in New Zealand                                     | 3                         |
| Oceania          | Samoa                           | Christian Congregation in Samoa                                           | 1                         |